# Dorota Ignatjew
Dorota Ignatjew (ur. 5 października 1968 w Czarnkowie) – polska aktorka, reżyserka teatralna, reżyserka obsady, menadżerka kultury i dyrektorka teatrów.

## Kariera zawodowa
Absolwentka Wydziału Lalkarskiego PWST we Wrocławiu (1992), Wydziału Aktorskiego PWST w Krakowie (1994), oraz Studiów Podyplomowych Zarządzania Kulturą na Uniwersytecie Kardynała Stefana Wyszyńskiego w Warszawie (2013). Uczęszczała do szkoły muzycznej II stopnia we Wrocławiu w klasie śpiewu. Debiutowała rolą Hester w sztuce Zestaw podróżny do śmierci Susan Sontag w reżyserii Adama Sroki.
Na początku lat 90. była asystentką Jerzego Grzegorzewskiego, a w latach 1995–2003 etatową aktorką Teatru Polskiego im. A. Szyfmana w Warszawie.
W latach 2003–2009 była asystentką dyrektora artystycznego Teatru Narodowego w Warszawie oraz etatowym asystentem reżysera. Współpracowała u boków takich reżyserów jak: Tadeusz Bradecki, Michał Walczak, Kazimierz Kutz, Agnieszka Glińska, Agnieszka Lipiec-Wróblewska, Stanisław Różewicz, Michał Zadara, Willi Pomerantz, Andrzej Domalik, Maciej Prus, Iwan Wyrypajew, Jan Englert, Barbara Wysocka.
Jako reżyserka zadebiutowała na festiwalu Warszawa Singera w roku 2006 spektaklem Cyjanek o Piątej Pavla Kohouta, następnie 10 marca 2007 w Teatrze Polskim w Warszawie odbyła się premiera. Reżyserowała także Norymbergę Wojciecha Tomczyka (Teatr Polski w Bielsku-Białej), Walizkę Małgorzaty Sikorskiej-Miszczuk (Teatr Żydowski w Warszawie).
Ignatjew była także drugą reżyserką przy spektaklach Teatru Telewizji: Kryptonim Gracz i Gry operacyjne – obu wg scenariusza i w reżyserii Agnieszki Lipiec-Wróblewskiej. W obu tych spektaklach również występowała jako aktorka. Grała także w licznych przedstawieniach radiowych Polskiego Radia oraz jako aktorka dubbingowa.
Była reżyserem obsadowym takich filmów jak Matka Teresa od kotów Pawła Sali, U Pana Boga za piecem Jacka Bromskiego.
W 2011 roku w wyniku konkursu została Zastępcą Dyrektora do spraw artystycznych Teatru Zagłębia w Sosnowcu, który wyprowadziła na szerokie wody artystyczne. Podczas jej dyrektury w Teatrze Zagłębia zrealizowanych zostało wiele uznanych na arenie ogólnopolskiej i nagradzanych spektakli m.in. Między nami dobrze jest w reżyserii Piotra Ratajczaka, Korzeniec, Koń, Kobieta i kanarek w reżyserii Remigiusza Brzyka. Na deskach Teatru Zagłębia grała w spektaklach: Łukasza Kosa Bobiczek (nominacja do Złotej Maski za rolę Szracji), Remigiusza Brzyka Koń, kobieta i kanarek, Tomasza Śpiewaka Sala królestwa.
Od września 2016 do 31 sierpnia 2020 roku Dorota Ignatjew była dyrektorką naczelną i artystyczną Teatru im. Juliusza Osterwy w Lublinie, który za jej dyrekcji stał się jednym z czołowych teatrów w Polsce, zapraszanym na liczne festiwale teatralne, docenianym w ogólnopolskich rankingach teatralnych, oraz jedną z najciekawszych instytucji kultury województwa lubelskiego. Mimo sukcesów i pozytywnych wyników licznych audytów przeprowadzonych przez Urząd Marszałkowski Województwa lubelskiego, jej dyrektura spotkała się z krytyką środowisk katolickich oraz lokalnych polityków. W 2019 roku, Katolickie Stowarzyszenie Emerytów i Rencistów złożyło skargę do władz Województwa lubelskiego na repertuar teatru im. Osterwy. Wówczas radny z ramienia PiS Mieczysław Ryba bezprawnie zażądał od Ignatjew zmian w repertuarze teatru, które nie zostały wprowadzone. 1 września 2020 roku na stanowisko dyrektora Teatru im. Osterwy w Lublinie w atmosferze protestów środowiska teatralnego i skandalu, a także z pominięciem procedury konkursowej mianowany został aktor Redbad Klynstra-Komarnicki.
W grudniu 2020 roku wygrała konkurs na dyrektora Teatru Nowego im. Kazimierza Dejmka w Łodzi. Na stanowisko to została oficjalnie wyznaczona 15 lutego 2021 roku przez Hannę Zdanowską, prezydent miasta Łodzi. Dorota Ignatjew brała udział w konkursach na dyrektora teatru w Lublinie i w Łodzi na prośbę zespołów artystycznych. Spektakle za jej dyrekcji zdobywają laury w wielu konkursach, festiwalach. Dorota Ignatjew jako pierwsza w Polsce zatrudniła do zespołu artystycznego transpłciowego aktora.
W czerwcu 2024 roku ministra kultury i dziedzictwa narodowego Hanna Wróblewska powołała ją na czteroletnią kadencję (rozpoczynającą się 1 września 2024 roku) na stanowisko dyrektor Narodowego Starego Teatru im. Heleny Modrzejewskiej w Krakowie.

## Życie prywatne
Jest córką Marty Jastrzębskiej-Ignatjew, lekarki stomatolożki i Andrzeja Ignatjewa, magistra inżyniera leśnika.

## Wybrana filmografia

### Filmy fabularne
- Lista Schindlera, reż. Steven Spielberg – Niemka
- Łowcy skór, reż. Rafał Lipka – Pielęgniarka
- Stary człowiek i pies, reż. Witold Leszczyński – Kasia Karska
- Świnki – reż. Robert Gliński – Matka Ciemnego

Źródło: Filmpolski.pl

### Seriale
- Klan – Siostra Klementyna, zakonnica w Hospicjum Sióstr Misjonarek (sezony 2001/2002 i 2003/2004); urzędniczka w Wydziale Paszportowym (sezon 2010/2011)
- Samo życie – Kluczykowa, woźna w CVIII Liceum Ogólnokształcącym
- Pierwsza Miłość – Bożena, pielęgniarka w Szpitalu Kolejowym we Wrocławiu; położna prowadząca zajęcia w Szkole Rodzenia
- Fala zbrodni – Ala Bogdańska, żona Wojtka (odc. 19)
- M jak miłość – Nauczycielka oprowadzająca wycieczkę (odc. 111)
- Na dobre i na złe – Matka Oli (odc. 544, 597)
- Prawo Agaty – Prokurator (odc. 93)

Źródło: Filmpolski.pl